# 今切城
今切城（いまぎれじょう）は、徳島県徳島市春日にあった日本の城。

## 歴史・概要
木津城主・篠原自遁の先妻の子で三好長治の近習として寵愛された人物である篠原長秀の居城として知られる。
家臣・伊沢長俊と一宮成助に謀叛された三好長治はこの今切城に逃げ込んだが天正5（1577年）3月に脱出を試みたが失敗し、長秀もこの時に戦死した。その際に落城し、廃城になった。
現在の篠原神社と真観寺が城址で、堀が残されている。